# Jenny Agutter
Jenny Ann "Jenny" Agutter OBE (Taunton, Somerset, Anglaterra, 20 de desembre de 1952) és una actriu britànica guanyadora de premis BAFTA i Emmy. Agutter és més coneguda per interpretar l'agent de la secció K, Tessa Phillips en la sèrie de televisió britànica Spooks. També és coneguda per interpretar Alex Price en An American Werewolf in London i Jessica en La fuga de Logan.

## Biografia
Jenny va néixer a Taunton, Somerset, filla de Derek Brodie Agutter, un oficial de l'Exèrcit britànic, i Catherine "Kit" Agutter; de nena va viure en diferents països, com Xipre, Singapur, Dhekelia, Kuala Lumpur i Malàisia. Al seu retorn a Anglaterra, va estudiar a l'escola de ballet Elmhurst i, als 11 anys, va obtenir un paper en la pel·lícula de Walt Disney Ballerina, en què va interpretar una jove ballarina.
Agutter va viure un temps a Los Angeles. El 1989, mentre assistia a un festival d'art a Bath, va conèixer el suec Johan Tham, un hoteler, que en aquest moment era director de l'hotel Cliveden a Berkshire.
A l'octubre del 2012, Jenny va rebre la condecoració OBE pel seu treball amb organitzacions de caritat.

### Relacions
El 4 d'agost del 1990, es va casar amb Johan Tham i el 25 de desembre del 1990 li van donar la benvinguda al seu fill Jonathan. Agutter, al costat de la seva família, viu en Camberwell, Londres. Jenny és una gran amant de Cornualla; hi viu, juntament amb la seva família.
El 1980, al costat dels seus companys actors Judy Geeson, Ian McKellen, Timothy Dalton i Olivia Hussey, es va oferir de voluntària per ensenyar nens a Watts, Los Angeles, sobre Shakespeare.
Manté una bona amistat amb l'actor Peter Firth, amb qui ha treballat en l'obra teatral Equus i en la sèrie Spooks.

## Carrera
Jenny va aparèixer en tres versions diferents de "The Railway Children" (la sèrie de televisió el 1967, la pel·lícula el 1970 i la pel·lícula en el 2000).
El 1971, va aparèixer en Walkabout i en BBC Play of the Month, en què va interpretar Any. El 1975, va aparèixer com convidada en les sèries Thriller, Shadows i en A Legacy com a Melanie Merz. El 1976, va aparèixer en la pel·lícula de ciència-ficció La fuga de Logan.
El 1977, va participar en The Six Million Dollar Man, en què va interpretar la doctora Leah Russell. Un any després, el 1978, va aparèixer en Amore, piombo i furore, en què va interpretar Catherine Sebanek i va participar en Dominique com a Ann Ballard. El 1979, va interpretar Priscilla Mullins en Mayflower: The Pilgrims' Adventure i va participar en BBC2 Playhouse com la senyoreta P. Jackson.
El 1980, va aparèixer en la minisèrie Beulah Land; a l'any següent, va aparèixer en les pel·lícules The Tragedy of Othello, the Moor of Venice com a Desdèmona, en Amy, en què va interpretar Amy Medford, en Late Flowering Love, en què va interpretar Joan Hunter Dunn i en An American Werewolf in London, en què va donar vida a la infermera Alex Price.
El 1982, va aparèixer en Donna giusta, en què va interpretar Purse Snathching Victim; no obstant això, no surt en els crèdits; dos anys més tard, va aparèixer en Secret Places com a Miss Lowrie. El 1985, va aparèixer en Love's Labour's Lost com a Rosaline i en Silas Marner: The Weaver of Raveloe, en què va interpretar Nancy Lammeter, en la pel·lícula va compartir crèdits amb l'actor Ben Kingsley.
El 1989, va aparèixer en un episodi de Dear John, en què va interpretar Sarah. El 1990, va participar en diversos projectes, entre els quals Not a Penny More, Not a Penny Less (com a Jill Albery, TECX com a Kate Milverton, paper que va interpretar en set episodis; també va aparèixer a Darkman i en The Outsiders com a Maria Rogers. A l'any següent, va aparèixer en Boon, en què va donar vida a Melissa Dewar.
Entre 1992 i 1995, Jenny va participar en diversos projectes, entre aquests The Good Guys com a Grizel, en Freddie as F.RO7, en què va prestar la seva veu per interpretar Daffers; en les sèries de televisió El nan roig com la professora Mamet, i Shakespeare: The Animated Tales, en què va donar vida a Hermione. El 1994, va participar en la sèrie de televisió The All New Alexei Sayle show, en què va interpretar una científica durant l'episodi "Drunk in Time'".
El 1995, va compartir crèdits amb els actors Catherine Zeta-Jones i Ewan McGregor en Blue Juice. El 1996, es va unir a l'elenc de September, en què va treballar al costat de Jacqueline Bisset i Michael York.
Entre 1996 i 2001, va aparèixer en sèries de televisió com And the Beat Goes On, en què va interpretar Connie Fairbrother Spencer, en Heartbeat com a Susannah Tremp-Richards. També va aparèixer en Summer of Love i en A Respectable Trade. El 1998, va aparèixer en Bramwell: Our Brave Boys i Bramwell: Loose Women, en ambdues va interpretar Mrs. Bruce.
El 2001, va aparèixer en la pel·lícula At Dawning, en què va interpretar l'esposa de Victori (Yvan Attal). El 2004, va participar en The Inspector Lynley Mysteries i en Agatha Christie Marple: 4.50 from Paddington. Al següent, va participar en sèries com New Tricks i el 2006 es va unir a l'elenc de la sèrie Agatha Christie: Poirot i a Heroes and Villains com a June.
El 2012, va obtenir un paper secundari en la reeixida pel·lícula nord-americana The Avengers, en què va interpretar un membre del consell de seguretat mundial.
El 2014, Jenny apareixerà en la pel·lícula Captain America: The Winter Soldier, en què tornarà a interpretar el membre del consell.

## Filmografia
Filmografia i premis:
| Any          | Títol                                      | Paper                      | Notes                                                           |
| ------------ | ------------------------------------------ | -------------------------- | --------------------------------------------------------------- |
| 1964         | East of Sudan                              | Asua                       |                                                                 |
| 1966         | A Man Could Get Killed                     | Linda Frazier              |                                                                 |
| 1968         | Gates to Paradise                          | Maud                       |                                                                 |
| 1968         | Star!                                      | Pamela Roper               |                                                                 |
| 1968         | The Railway Children                       | Roberta "Bobbie" Waterbury | BBC sèrie TV                                                    |
| 1969         | I Start Counting                           | Wynne                      |                                                                 |
| 1970         | The Railway Children                       | Roberta "Bobbie" Waterbury |                                                                 |
| 1970         | The Great Inimitable Mr. Dickens           |                            | Telefilm                                                        |
| 1971         | Walkabout                                  | Noia                       |                                                                 |
| 1971         | The Snow Goose                             | Fritha                     | Primetime Emmy a la millor actriu secundària en sèrie dramàtica |
| 1972         | Shelley                                    | Mary Shelley               | BBC sèrie TV                                                    |
| 1972         | A War of Children                          | Maureen Tomelty            |                                                                 |
| 1976         | La fuga de Logan (Logan's Run)             | Jessica 6                  |                                                                 |
| 1976         | Ha arribat l'àguila (The Eagle Has Landed) | Molly Prior                |                                                                 |
| 1977         | Equus                                      | Jill Mason                 | BAFTA a la millor actriu secundària                             |
| 1977         | The Man in the Iron Mask                   | Louise de la Vallière      | Telefilm                                                        |
| 1977         | The Six Million Dollar Man                 | Dr. Leah Russell           | ("Deadly Countdown" episodi, Parts 1 & 2)                       |
| 1978         | Clayton Drumm (China 9, Liberty 37)        | Catherine Sebanek          |                                                                 |
| 1979         | The Riddle of the Sands                    | Clara                      |                                                                 |
| 1979         | Dominique                                  | Ann Ballard                |                                                                 |
| 1980         | Sweet William                              | Ann Walton                 |                                                                 |
| 1981         | Othello                                    | Desdemona                  |                                                                 |
| 1981         | The Survivor                               | Hobbs                      |                                                                 |
| 1981         | Un home llop americà a Londres             | Infermera Alex Price       |                                                                 |
| 1984         | Secret Places                              | Miss Lowrie                |                                                                 |
| 1985         | Treballs d'amors perduts                   | Rosaline                   | Televisió                                                       |
| 1985         | Magnum, P.I.                               | Krista Villeroch           | "Little Games" Temporada 5, Episodi #96 TV Series               |
| 1986         | S'ha escrit un crim (Murder, She Wrote)    | Margo Claymore             | "One White Rose For Death" Temporada 3, Episodi #4 TV Series    |
| 1987         | Dark Tower                                 | Carolyn Page               |                                                                 |
| 1989         | King of the Wind                           | Hannah Coke                |                                                                 |
| 1990         | Child's Play 2                             | Joanne Simpson             |                                                                 |
| 1990         | Darkman                                    | Burn Doctor                | Cameo                                                           |
| 1992         | Freddie, agent 07 (Freddie as F.R.O.7)     | Daffers                    |                                                                 |
| 1993         | El nan roig (Red Dwarf)                    | Professor Mamet            | Televisió − Episodi "Psirens"                                   |
| 1995         | The Buccaneers                             | Idina Hatton               | Televisió                                                       |
| 2000         | The Railway Children                       | Mare                       | ITV                                                             |
| 2001         | The Parole Officer                         | Dona de Victor             |                                                                 |
| 2002         | At Dawning                                 | Dona que fuig              |                                                                 |
| 2002         | Spooks                                     | Tessa Phillips             | Televisió                                                       |
| 2004         | Number One Longing, Number Two Regret      | Kenosha                    |                                                                 |
| 2004         | The Alan Clark Diaries                     | Jane Clark                 | BBC sèrie TV                                                    |
| 2004         | The Inspector Lynley Mysteries             | Jemma Sanderson            | BBC TV Sèries (Sèrie 3, episodi 3)                              |
| 2005         | New Tricks (Sèrie 2, episodi 1)            | Yvonne Barrie              | BBC TV Sèries                                                   |
| 2006         | Agatha Christie's Poirot                   | Adela Marchmont            | Temporada 10, Episodi 4 - Taken at the Flood                    |
| 2006         | Heroes and Villains                        | June                       |                                                                 |
| 2007         | Diamond Geezer                             | Vanessa                    | Sèrie TV                                                        |
| 2007         | Irina Palm                                 | Jane                       |                                                                 |
| 2008         | The Invisibles                             | Barbara Riley              | BBC sèrie TV                                                    |
| 2009         | Monday Monday                              | Jenny Mountfield           | ITV1 sèrie TV                                                   |
| 2009         | Glorious 39                                | Maud Keyes                 |                                                                 |
| 2010         | Midsomer Murders                           | Isobel Chettham            | Episodi Núm. 72, 'The Creeper', ITV1 sèrie TV                   |
| 2010         | Burke and Hare                             | Lucy                       |                                                                 |
| 2011         | Outside Bet                                | Shirley Baxter             |                                                                 |
| 2012–present | Call the Midwife                           | Germana Julienne           | BBC sèrie TV                                                    |
| 2012         | The Avengers                               | Councilwoman Hawley        |                                                                 |
| 2014         | Captain America: The Winter Soldier        | Regidora Hawley            |                                                                 |
| 2015         | Queen of the Desert                        | Florence Bell              |                                                                 |